# Condado de Dinwiddie
O Condado de Dinwiddie é um dos 95 condados do estado americano de Virgínia. A sede do condado é Dinwiddie, e sua maior cidade é Dinwiddie. O condado possui uma área de 1 313 km² (dos quais 9 km² estão cobertos por água), uma população de 24 533 habitantes, e uma densidade populacional de 19 hab/km² (segundo o censo nacional de 2000). O condado foi fundado em 1 de maio de 1752. Faz parte da região metropolitana de Richmond.